# Inhibiteur mixte
Un inhibiteur mixte est un inhibiteur enzymatique qui agit en se liant à un site allostérique de l'enzyme, distinct du site actif de cette dernière, sans bloquer la liaison du substrat au site catalytique. La liaison du substrat au site catalytique module l'affinité du site allostérique pour l'inhibiteur, et réciproquement. Un inhibiteur mixte présente donc une affinité plus grande ou bien pour le complexe enzyme-substrat, ou bien pour l'enzyme libre ; dans le cas où l'affinité de l'inhibiteur est indépendante de la liaison du substrat, il s'agit d'un inhibiteur non compétitif.
On parle d'inhibiteur mixte dans la mesure où son affinité respective pour l'enzyme et pour le complexe enzyme-substrat peut être vue comme la combinaison d'un inhibiteur compétitif, qui ne se lie qu'à l'enzyme libre, et d'un inhibiteur incompétitif, qui ne se lie qu'au complexe enzyme-substrat.
La constante de Michaelis Km croît, comme pour un inhibiteur compétitif, lorsque l'inhibiteur mixte a davantage d'affinité pour l'enzyme libre que pour le complexe enzyme-substrat, et décroît, comme pour un inhibiteur incompétitif, lorsque l'inhibiteur mixte a davantage d'affinité pour le complexe enzyme-substrat que pour l'enzyme libre. La vitesse maximum Vmax décroît en revanche pour tous les inhibiteurs mixtes, comme pour un inhibiteur incompétitif.